# Festuca longipanicula
Festuca longipanicula är en gräsart som beskrevs av Markgr.-dann. Festuca longipanicula ingår i släktet svinglar, och familjen gräs. Inga underarter finns listade i Catalogue of Life.